# Marek Koźmiński
Marek Jan Koźmiński (Krakkó, 1971. február 7. –) lengyel válogatott labdarúgó.

## Pályafutása

### Klubcsapatban
1989 és 1992 között a Hutnik Kraków csapatában játszott. 1992 és 2002 között Olaszországban szerepelt. 1992 és 1997 között az Udinese Calcio, 1997 és 2002 között a Brescia Calcio, 2002-ben pedig az AC Ancona játékosa volt. 2002 és 2003 között Görögországban a PAÓK Szaloniki labdarúgója volt. 2003-ban a Górnik Zabrze színeiben fejezte be a pályafutását. 

### A válogatottban
1992 és 2002 között 45 alkalommal szerepelt a lengyel válogatottban és 1 gólt szerzett. Ezüstérmet szerzett az 1992. évi nyári olimpiai játékokon és részt vett a 2002-es világbajnokságon, ahol a Dél-Korea, a Portugália és az Egyesült Államok elleni csoportmérkőzésen kezdőként lépett pályára.

## Sikerei, díjai
Lengyelország
- Olimpiai ezüstérmes (1): 1992

## Külső hivatkozások
- Marek Koźmiński adatlapja a National-Football-Teams.com oldalon (angolul)

- Marek Koźmiński (angol nyelven). FootballDatabase.eu
- Marek Koźmiński (angol nyelven). eu-football.info
- Marek Koźmiński (lengyel nyelven). 90minut.pl
- Marek Koźmiński (német nyelven). kicker.de
- Marek Koźmiński adatlapja a worldfootball.net oldalon (angolul)
- Marek Koźmiński profilja az Olympedia oldalán (angolul)